# Llista de monuments de Montornès del Vallès
Llista de monuments de Montornès del Vallès inclosos en l'Inventari del Patrimoni Arquitectònic Català per al municipi de Montornès del Vallès (Vallès Oriental). Inclou els inscrits en el Registre de Béns Culturals d'Interès Nacional (BCIN) amb la classificació de monuments històrics i els Béns Culturals d'Interès Local (BCIL) de caràcter arquitectònic.
| Monument                                           | Protecció    | Estil/època                         | Localització                                                                                     | Coordenades                                          | Codi?         | Imatge |
| -------------------------------------------------- | ------------ | ----------------------------------- | ------------------------------------------------------------------------------------------------ | ---------------------------------------------------- | ------------- | --- |
| Castell de Montornès                               | BCIN 1717-MH | Medieval                            | Montornès del Vallès i Vallromanes                                                               | 41° 31′ 39″ N, 2° 16′ 20″ E / 41.527584°N,2.272132°E | RI-51-0005556 | Castell de Montornès (Montornès del Vallès i Vallromanes) · Vegeu més fotos d'aquest monument · Carregueu una nova foto d'aquest monument |
| Nucli antic, antiga sagrera                        | BCIL 2018    |                                     | Montornès del Vallès C. Bartomeu Sala, c. Sagrera, pl. Joaquim Mir. c. Macià, c. Céllecs         | 41° 32′ 26″ N, 2° 16′ 04″ E / 41.5405°N,2.2677°E     | IPA-29175     | Carregueu una nova foto d'aquest monument                                                                                                 |
| Antigues Escoles, Antic Ajuntament                 | BCIL 2014    | Noucentisme XX                      | Montornès del Vallès Pl. Joaquim Mir                                                             | 41° 32′ 23″ N, 2° 16′ 04″ E / 41.539858°N,2.267852°E | IPA-29177     | Carregueu una nova foto d'aquest monument                                                                                                 |
| Can Coll                                           | BCIL 1993    | Obra popular                        | Montornès del Vallès Av. Montserrat, 44                                                          | 41° 32′ 17″ N, 2° 15′ 49″ E / 41.538102°N,2.263664°E | IPA-29179     | Can Coll (Montornès del Vallès) · Vegeu més fotos d'aquest monument · Carregueu una nova foto d'aquest monument                           |
| Can Buscarons o Bosquerons                         | BCIL 1993    | Obra popular XVI                    | Montornès del Vallès Ctra. Sant Adrià - la Roca, km 16                                           | 41° 32′ 32″ N, 2° 14′ 46″ E / 41.542284°N,2.246005°E | IPA-29180     | Can Bosquerons (Montornès del Vallès) · Vegeu més fotos d'aquest monument · Carregueu una nova foto d'aquest monument                     |
| Manso Calders                                      | BCIL 1993    | Obra popular XVIII-XIX              | Montornès del Vallès Ctra. de Barcelona                                                          | 41° 32′ 37″ N, 2° 15′ 46″ E / 41.543519°N,2.262788°E | IPA-29181     | Carregueu una nova foto d'aquest monument                                                                                                 |
| Can Masferrer                                      | BCIL 1993    | Gòtic-renaixement, obra popular XVI | Montornès del Vallès Polígon industrial de Can Masferrer                                         | 41° 33′ 27″ N, 2° 16′ 34″ E / 41.557528°N,2.276035°E | IPA-29182     | Carregueu una nova foto d'aquest monument                                                                                                 |
| Can Roca-Umbert, Ca l'Umbert, Can Vinyallonga      | BCIL 1993    | Obra popular, noucentisme           | Montornès del Vallès Camí de Coll Mercader                                                       | 41° 32′ 15″ N, 2° 15′ 59″ E / 41.537507°N,2.266284°E | IPA-29188     | Carregueu una nova foto d'aquest monument                                                                                                 |
| Manso Vilaró                                       | BCIL 1993    | Obra popular XVIII                  | Montornès del Vallès Ctra. de Vilanova del Vallès a Montornès                                    | 41° 32′ 46″ N, 2° 16′ 19″ E / 41.546144°N,2.27193°E  | IPA-29189     | Manso Vilaró (Montornès del Vallès) · Vegeu més fotos d'aquest monument · Carregueu una nova foto d'aquest monument                       |
| Molí del Vent, Molí de Cal Vilaró                  | BCIL 2014    | Obra popular XIX                    | Montornès del Vallès Av. Onze de Setembre                                                        | 41° 32′ 43″ N, 2° 16′ 17″ E / 41.545186°N,2.271365°E | IPA-29190     | Carregueu una nova foto d'aquest monument                                                                                                 |
| Torre d'en Bosquerons, el Talegro, el Telègraf     | BCIL 2011    | Obra popular XIX                    | Montornès del Vallès Can Bosquerons de Dalt                                                      | 41° 32′ 26″ N, 2° 15′ 01″ E / 41.540529°N,2.250281°E | IPA-29191     | Torre del Telègraf (Montornès del Vallès) · Vegeu més fotos d'aquest monument · Carregueu una nova foto d'aquest monument                 |
| Església parroquial de la Mare de Déu del Carme    |              | Darreres tendències XX Mitjan       | Montornès del Vallès Pl. de l'Església                                                           | 41° 33′ 13″ N, 2° 15′ 57″ E / 41.553617°N,2.265743°E | IPA-29193     | Carregueu una nova foto d'aquest monument                                                                                                 |
| Església de Sant Sadurní                           | BCIL 1993    | Gòtic XIV-XVI, XVII, XIX            | Montornès del Vallès Pl. Joaquim Mir                                                             | 41° 32′ 25″ N, 2° 16′ 03″ E / 41.540252°N,2.267488°E | IPA-34443     | Església de Sant Sadurní (Montornès del Vallès) · Vegeu més fotos d'aquest monument · Carregueu una nova foto d'aquest monument           |
| Ca n'Olivé, o Oliver                               | BCIL 1993    | XVI                                 | Montornès del Vallès Av. de la Mare de Déu de Montserrat                                         | 41° 32′ 14″ N, 2° 15′ 54″ E / 41.53711°N,2.26494°E   | IPA-34444     | Carregueu una nova foto d'aquest monument                                                                                                 |
| Antiga mina de fluorita, Mines d'espat fluor       | BCIL 1993    | XX                                  | Montornès del Vallès Camí rural al final del c. d'Extremadura i del c. Galícia, a Can Coll       | 41° 32′ 10″ N, 2° 15′ 23″ E / 41.53619°N,2.25636°E   | IPA-34445     | Carregueu una nova foto d'aquest monument                                                                                                 |
| Can Sala                                           | BCIL 1993    | Medieval                            | Montornès del Vallès C. de Mariana Pineda, 1                                                     | 41° 32′ 13″ N, 2° 16′ 22″ E / 41.536878°N,2.272751°E | IPA-34446     | Can Sala (Montornès del Vallès) · Vegeu més fotos d'aquest monument · Carregueu una nova foto d'aquest monument                           |
| Can Galbany (Montornès del Vallès), Can Comas Vell | BCIL 1993    | XVI-XVII                            | Montornès del Vallès Camí de Can Genís, 2                                                        | 41° 32′ 19″ N, 2° 16′ 41″ E / 41.53857°N,2.27816°E   | IPA-34447     | Can Galbany (Montornès del Vallès) · Vegeu més fotos d'aquest monument · Carregueu una nova foto d'aquest monument                        |
| Can Xec                                            | BCIL 1993    | XX                                  | Montornès del Vallès C. de Vallromanes, 53                                                       | 41° 32′ 34″ N, 2° 16′ 34″ E / 41.542672°N,2.276213°E | IPA-34448     | Carregueu una nova foto d'aquest monument                                                                                                 |
| Ca n'Ametller                                      | BCIL 1993    | XVI                                 | Montornès del Vallès Ctra. de Sant Adrià del Besòs a la Roca, prop del km 9, davant de Can Sayol | 41° 32′ 54″ N, 2° 16′ 20″ E / 41.54845°N,2.27228°E   | IPA-34449     | Ca n'Ametller (Montornès del Vallès) · Vegeu més fotos d'aquest monument · Carregueu una nova foto d'aquest monument                      |
| Can Sayol, Can Saiol                               | BCIL 1993    | XVIII                               | Montornès del Vallès Ctra. de Sant Adrià del Besòs a la Roca, prop del km 19                     | 41° 32′ 51″ N, 2° 16′ 51″ E / 41.54752°N,2.28082°E   | IPA-34450     | Carregueu una nova foto d'aquest monument                                                                                                 |
| Torre Gran                                         | BCIL 2014    | Modernisme XX                       | Montornès del Vallès C. Major, 6                                                                 | 41° 32′ 34″ N, 2° 15′ 53″ E / 41.54279°N,2.26478°E   | IPA-42627     | Carregueu una nova foto d'aquest monument                                                                                                 |
| Can Primo                                          | BCIL 2014    | Noucentisme XIX                     | Montornès del Vallès C. Major, 21-23                                                             | 41° 32′ 33″ N, 2° 15′ 57″ E / 41.54260°N,2.26582°E   | IPA-42628     | Carregueu una nova foto d'aquest monument                                                                                                 |
| Can Verdaguer, Vil·la Rita                         | BCIL 2014    | Modernisme XX                       | Montornès del Vallès C. Major, 4                                                                 | 41° 32′ 34″ N, 2° 15′ 53″ E / 41.54283°N,2.26470°E   | IPA-42629     | Carregueu una nova foto d'aquest monument                                                                                                 |
| Can Pompilio                                       | BCIL 2014    | Modernisme XIX                      | Montornès del Vallès C. de l' Estrella, 21                                                       | 41° 32′ 31″ N, 2° 15′ 58″ E / 41.54205°N,2.26618°E   | IPA-42630     | Carregueu una nova foto d'aquest monument                                                                                                 |
| Refugi antiaeri de Ca l'Arnau                      | BCIL 2018    | XX                                  | Montornès del Vallès C. de Can Parellada - ptge. del Camp d'Aviació                              | 41° 33′ 50″ N, 2° 16′ 36″ E / 41.56395°N,2.27676°E   | IPA-45886     | Carregueu una nova foto d'aquest monument                                                                                                 |
| Masia de Ca l'Arnau                                | BCIL 2018    | Obra popular XIX-XX                 | Montornès del Vallès C. de Can Parellada - ptge. del Camp d'Aviació                              | 41° 33′ 51″ N, 2° 16′ 36″ E / 41.56419°N,2.27665°E   | IPA-45887     | Masia de Ca l'Arnau (Montornès del Vallès) · Vegeu més fotos d'aquest monument · Carregueu una nova foto d'aquest monument                |

El Pont Vell, sobre el Besós, és compartit amb el municipi de Montmeló, vegeu la llista de monuments de Montmeló.